# Stéphanie Vanden Borre
Pour les articles homonymes, voir Vanden Borre.
Stéphanie Vanden Borre, née le 14 septembre 1997, est une joueuse de hockey sur gazon belge. Elle évolue au poste de défenseure à La Gantoise HC et avec l'équipe nationale belge.
Elle a participé à la Coupe du monde 2018.

## Carrière

### Championnat d'Europe
- : 2017
- : 2021
- Top 8 : 2015, 2019